# Gevorkte rombout
De gevorkte rombout (Gomphus graslinii) is een echte libel uit de familie van de rombouten (Gomphidae). De wetenschappelijke naam van de soort werd in 1842 gepubliceerd door Jules Pierre Rambur. De Nederlandstalige naam is ontleend aan Libellen van Europa.

## Verspreiding
De gevorkte rombout komt voor in Portugal, Spanje en Frankrijk.

## Status
De soort staat op de Rode Lijst van de IUCN als gevoelig, beoordelingsjaar 2019, de trend van de populatie is volgens de IUCN dalend.